# 余戸
余戸（あまりべ/あまるべ）とは古代日本の律令制に置かれていた地方行政組織。

## 概要
古代日本の律令制の行政組織として国・郡・里（郷）があったことが知られている。里（郷）は50戸ごとに編成されており、これを満たさない集落を余戸と呼んで保長などに監督させたと言われている。ただし、その発生については里（郷）の編成の時に余った戸に編成させたとする見方と山間部など里（郷）の編成が困難な地域（僻地）に編成させたとする見方がある。いずれにしても、令文には明確な規定はない。その後の戸数の増加によって50戸を満たした場合には里（郷）に昇格する場合もあり、その場合に地元に元からあった地名を採用した里（郷）の命名が行われた他、「余戸」自体が地名として定着した場合もあり、各地に「余戸里（郷）」と呼ばれる里（郷）が成立した。実例として、「出雲国風土記」の4郡（意宇郡（おうぐん）、島根郡、楯縫郡、神門郡（かむどぐん））に「余戸の里」が見え、そのうちの一つはのちに郷に昇格している。